# 뷰텐
뷰텐(영어: butene) 혹은 뷰틸렌(영어: butylene)은 탄소 원자를 4개 포함하는 사슬형 알켄이다. 원유에 매우 적은 양이 들어 있다. 보통 온도를 하락시키고 가압하여 액화시켜 사용한다. 중합체로 폴리 뷰텐이 있다.

## 이성질체
뷰텐에는 다음 표와 같이 4가지의 이성질체가 있다.
| IUPAC 이름    | 이름          | 구조 | 골격 구조(skeletal formula) | 3D 구조 |
| 뷰트-1-엔     | α-뷰틸렌      |      |                             |         |
| (Z)-뷰트-2-엔 | 시스-β-뷰틸렌 |      |                             |         |
| (E)-뷰트-2-엔 | 트랜스-β-뷰텐 |      |                             |         |
| 2-메틸프로펜  | 아이소뷰틸렌  |      |                             |         |

## 같이 보기
- 뷰타다이엔
- 알켄